# Louis De Potter
Louis De Potter (Bruges, 26 aprile 1786 – Bruges, 22 luglio 1859) è stato uno scrittore e politico belga.

## Biografia
De Potter apparteneva a una ricca e nobile famiglia (suo padre era l'esquire Clément de Potter de Droogenwalle) che cercò asilo in Germania dopo la seconda invasione francese dell'Olanda meridionale nel 1794 e vi rimase fino alla fine del Consolato. Questo interruppe gli studi che Louis stava compiendo a Bruges e dovette ricominciarli in Germania, dedicandosi al latino, al greco antico e alle lingue moderne. Passò dodici anni in Italia (a Roma dal 1811 al 1821 e a Firenze dal 1821 al 1823) per studiare la storia della Chiesa cattolica, sebbene avesse dei pregiudizi dovuti all'Illuminismo. Scoprì quindi le fondamenta delle riforme compiute nelle "repubbliche aristocratiche italiane" e quelle della rivoluzione francese. Mentre si trovava a Roma iniziò una relazione amorosa con una pittrice italiana, Matilde Malenchini, durata fino al 1826.
Nel 1816 aveva già pubblicato la sua opera Considérations sur l'histoire des principaux conciles depuis les apôtres jusqu'au Grand Schisme d'Occident (Considerazioni sulla storia dei principali concili dagli apostoli fino al Grande Scisma d'Occidente). Nel 1821 fece seguito al primo lavoro con un secondo in sei volumi, dal titolo L'Esprit de l'Église ou Considérations sur l'histoire des conciles et des papes, depuis Charlemagne jusqu'à nos jours (Lo spirito della Chiesa, ovvero considerazioni sulla storia dei concili e dei papi, da Carlo Magno ai giorni nostri).
Durante la sua permanenza a Firenze poté accedere agli archivi e alla biblioteca del cardinale Ricci, sacerdote e consigliere del granduca di Asburgo; lì raccolse materiale per la sua terza opera, Vie de Scipion de Ricci, évêque de Pistoie et de Prato (Vita di Scipione de' Ricci, vescovo di Pistoia e Prato). Questo fu pubblicato nel 1825 e fu subito tradotto in tedesco e inglese. De Potter cercava di glorificare il Giuseppinismo, la giustificazione delle riforme intraprese in Toscana sotto la guida del duca Pietro Leopoldo I, fratello di Giuseppe II.
De Potter era un membro fondatore della prima Société des douze, un circolo letterario di Bruxelles.
Dopo una lunga permanenza in Germania, Francia e Italia, tornò a Bruges nel 1823, all’inizio molto soddisfatto di vedere l'Olanda settentrionale e quella meridionale riunite sotto Guglielmo I d'Orange. Scrisse "Ringrazio il destino per avermi riservato di vivere sotto istituzioni politicamente liberali che, secondo i principi di moderazione e equità, non hanno messo barriere allo sviluppo del pensiero". Dopo la morte del padre lasciò Bruges e si stabilì a Bruxelles, ma non riassunse il titolo nobiliare a cui aveva diritto. Dovette trovare un impiego e fu in buone relazioni con i ministri del governo, o quantomeno con il capo del ministero dell'interno, Pierre van Gobbelschroy, suo ex compagno di classe.

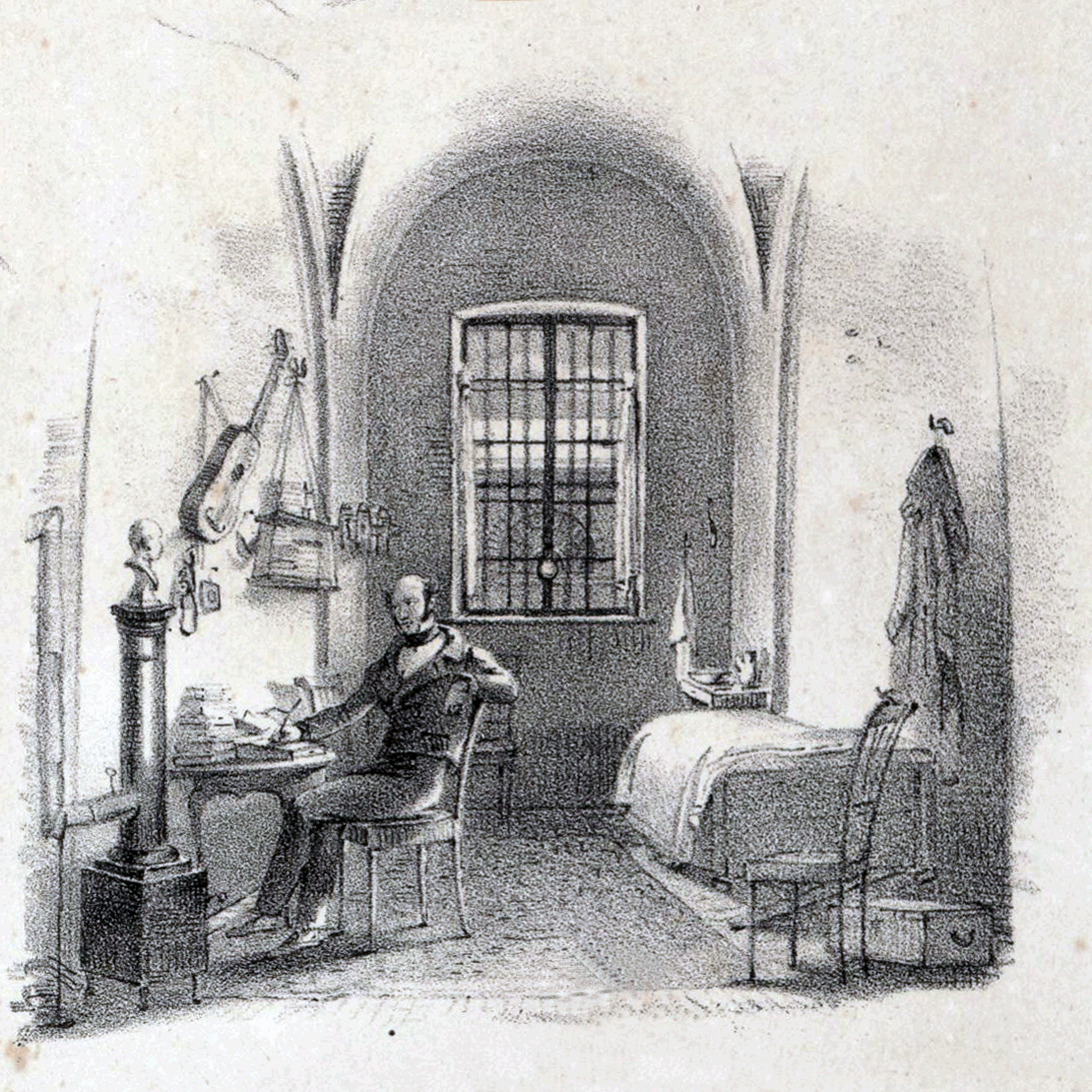
De Potter in prigione

De Potter iniziò la sua carriera politica come redattore del giornale dell'opposizione liberale Le Courrier des Pays-Bas. Fece uso della sua acutezza come polemista contro il clero cattolico, l'aristocrazia e il governo di Guglielmo I. Uno dei suoi articoli, pubblicato l'8 novembre 1828, fu un violento attacco contro i ministri del re e segnò l'adozione, da parte del giornale, di una linea unionista. Il ministro della Giustizia Cornelis Van Maanen iniziò ad angariare De Potter per la sua opposizione al governo e infine lo fece condannare il 20 dicembre 1828 a 18 mesi di reclusione e a un'ammenda di fiorini. L'8 gennaio 1830 Guglielmo I annullò gli incarichi e le pensioni di tutti i membri degli Stati generali belgi che si opponevano a lui. De Potter era a quel momento ancora imprigionato e lanciò l'idea di una sottoscrizione nazionale per retribuire i deputati e i funzionari pubblici vittime di questo provvedimento.
Van Maanen continuò a vessare De Potter, questa volta con l'accusa di cospirare contro le istituzioni e d'istigare una rivolta, e il 30 aprile 1830 De Potter fu condannato a un esilio di 8 anni dalla corte d'assise di Bruxelles per le opere pubblicate mentre era in prigione, come il libello sull'"Unione dei Cattolici e dei Liberali" (i collaboratori e amici di De Potter Jean-François Tielemans e Adolphe Bartels furono condannati a un esilio di sette anni nella stessa sentenza). Pensò di trascorrere l'esilio in Francia, ma fu respinto dalle autorità francesi e così si stabilì in Prussia fino alla rivoluzione di luglio, dopo la quale poté entrare in Francia. Dopo la rivoluzione belga fece ritorno a Bruxelles e fu un membro del governo provvisorio, dove gli fu dato l'incarico di progettare le leggi basilari per il nuovo Belgio. Il 10 novembre tenne il discorso di apertura del Congresso nazionale del Belgio, esprimendosi a favore della repubblica. Quando il Congresso votò a favore di una monarchia costituzionale il 13 novembre 1830, De Potter tornò a vita privata e allo scioglimento del governo provvisorio si trasferì nuovamente in Francia, fino al 1839.
Di ritorno in Belgio, si dedicò alla letteratura e redasse numerose opere a difesa della libertà d'opinione e dei valori umani. Visse per alcuni periodi a Bruges, per altri a Bruxelles in place des Martyrs. Sua figlia Justa sposò nel 1859 il generale Henri Brialmont, membro dello stato maggiore del re Leopoldo I. 
Massone, fu membro della loggia "La Paix" del Grande Oriente del Belgio.
Morì a Bruges nel 1859.

## Opere
- (FR) Louis De Potter, Vie de Scipion De Ricci, évêque de Pistoie et Prato, Bruxelles, H. Tarlier, libraire-éditeur, 1825.
- L'Union des catholiques et des libéraux dans les Pays-Bas, (2nd edition, Brussels 1831)
- Histoire du christianisme (Paris 1836, 8 Bde.)
- Résumé de l'histoire du christianisme (1856, 2 Bde.)
- La Révolution belge de 1828 à 1839, souvenirs personnels (Brussels 1838-39, 2 Bde.)